# Берку Ноу (Сату Маре)
Берку Ноу (рум. Bercu Nou) насеље је у Румунији у округу Сату Маре у општини Микула. Oпштина се налази на надморској висини од 121 m.

## Становништво
Према подацима из 2002. године у насељу је живело 233 становника, од којих су сви румунске националности.